# 小林三郎 (考古学者)
小林 三郎（こばやし さぶろう、1937年（昭和12年）1月13日 - 2006年（平成18年）11月5日は、日本の考古学者。主として弥生時代と古墳時代を研究領域としている。

## 経歴
1937年（昭和12年）1月13日、東京都に生まれる。1962年（昭和37年）、明治大学大学院文学研究科史学専攻（考古学）修士課程を修了。長く明治大学教授をつとめた。北区飛鳥山博物館名誉館長。

## 見解
- 三角縁神獣鏡の一括多量の副葬について、前期古墳における竪穴式石室の葬法は遺骸の完全な密封によるものであるが、加えて石室内に割竹形木棺を収めて遺骸を再封するもので、鏡をもって木棺を囲む事はさらなる封印の証であるとしている[2]。被葬者の周囲に一括多量の鏡が副葬されるようになったのは、司祭者から政治的な色彩の濃いものへと変化していく過程の現れであるとし、武器・武具をはるかに凌駕する量の鏡の意味するものは、単なる資材としての保有ではありえないとしている。
- 各国の古代墳墓では遺骸を地表面下に葬るが、日本の古墳の場合、わざわざマウントを盛って、その頂上近くに葬る（古墳の頂上から1 - 3メートル下に葬る）ことを挙げ、日本の古墳は、中国や朝鮮の墳墓と関係があると言いながらも、その関係を決定的に求められない一番の要因が、遺骸を葬る場所の問題であるとしている[3]。

## 著書
- 小林三郎, 高橋護, 梅沢重昭, 白木原和美, 岡田淳子, 明治大学考古学博物館『古墳と地方王権』新人物往来社、1992年。ISBN 4404019769。 NCID BN08654265。

## 共著
- 小林・大塚初重・下平秀雄『信濃・長原古墳群―積古塚の調査』長野市教育委員会、1968年。
- 小林・大塚初重・川上博義『茨城県玉里村舟塚古墳―発掘調査のあらまし』茨城県立美術博物館 舟塚古墳調査団、1971年。
- 小林・大塚初重・『勝田市馬渡埴輪製作址』勝田市教育委員会、1972年3月。
- 小林・大塚初重『古墳辞典』東京堂出版、1982年12月。ISBN 4-490-10165-1
- 小林・大塚初重・熊野正也『日本古墳大辞典』東京堂出版、1989年9月。ISBN 4490102607
- 小林・大塚初重・岡内三真・佐原真・石野博信・高橋護『邪馬台国研究-新たな視点』朝日新聞社、1996年5月。ISBN 4022197919
- 小林・大塚初重『続日本古墳大辞典』東京堂出版、2002年9月。ISBN 4490105991
- 小林・大塚初重『信濃大室積石塚古墳群の研究Ⅱ大室谷支群・大石単位支群の調査』東京堂出版、2006年4月。ISBN 449020583X